# 高倉町珈琲
株式会社高倉町珈琲（たかくらまちコーヒー）とは、東京都国立市東1丁目に本社を置く喫茶店チェーン。名称の由来は、第一号店である八王子店 の所在地が東京都八王子市高倉町であるため。「高倉町の地域で一番の店にしたいという思いを形にした」として、店舗が増えた際にもその初心を忘れないという思いを店名に込めている。

## 概要
すかいらーく創業者の一人である横川竟が、すかいらーく社長退任後に開業した喫茶店である。
2013年6月1日、八王子市高倉町に1号店「高倉町珈琲 八王子店」を開業。2014年4月28日に株式会社として設立、本社は国立店と同じ国立駅南口のポポロショッピングセンターに入居する。なお「すかいらーく」の1号店は、1970年7月7日にオープンした国立店である（「ガスト国立店」への業態転換を経て2024年1月8日に閉店、所在地は東京都府中市西府町）。また横川自身もかつて国立市に10数年在住したため、国立は学園都市の雰囲気が好きで思い入れがある街だとブログで述べている。
店舗は東京多摩地域と埼玉県に多く、郊外中心の出店で東京23区内には1店舗しかない。神奈川県では相模原市に2号店を出店したが、その後の出店は平塚店だけと二店舗にとどまっている。またフランチャイズ展開により首都圏以外にも出店している。
横川は日経ビジネスのインタビューに対し、「50年間近く携わってきた外食ビジネスは壁にぶつかっている」「レストランは楽しくないとダメだ。自宅より良質な椅子、トイレもぴかぴかにして非日常的な体験を提供したい」「創業したすかいらーくを含め、理想に到達できなかったという悔いがある」と語り、自ら創業したすかいらーくと低価格路線に転換したガストで、コスト面で実現できなかった店づくりをするため創業したとして、ブログでもゆったりした店舗空間と接客を重視する経営姿勢をたびたび述べている。
伊集院光が火付け役となり、高倉町珈琲のパンケーキに注目が集まった。

## 歴史
- 2013年6月1日 - 1号店として八王子市高倉町に「高倉町珈琲 八王子店」を開店[6]。
- 2014年
  - 2月10日 - 2号店として相模原市中央区に相模原店を開店[6]。
  - 8月12日 - 公式ウェブサイトを公開する[6]。
  - 4月28日 - 会社設立、株式会社高倉町珈琲となる[2]。
  - 10月1日 - 3号店としてあきる野店を開店[13]。
- 2015年
  - 2月20日 - 4号店としてみなみ野シティ「アクロスモール八王子みなみ野」にみなみ野店を開店[6][14]。
  - 3月30日 - 5号店として石川県金沢市に金沢桜田店を開店[6]、初のFC店舗として北陸地方に進出[15]。
  - 4月16日 - 6号店として狭山店を開店[6]、FC店舗第2号[16]。
  - 4月24日 - 7号店として稲城市の「アクロスプラザ若葉台」に若葉台店を開店[6][17]。
  - 7月21日 - 8号店として武蔵村山店を開店[6]、初の自社建築店舗（それまでは居抜き出店）[18]。
  - 9月17日 - 9号店として国立店を開店[6][8]。
  - 10月1日 - 金沢桜田店を運営する株式会社ライトリヴと北陸3県のエリアフランチャイズ契約を締結[10]。
  - 10月15日 - 10号店として上尾店を開店[6][19]。
  - 11月26日 - 11号店として小平店を開店[6]、畑だった土地を借りて建築[20]。
  - 12月2日 - 日本フードサービス協会に入会[6]。
- 2016年
  - 1月17日 - 12号店として勝田台店を開店[21]、FC店舗として千葉県に進出[22]。
  - 4月13日 - 13号店として水戸店を開店[21]、茨城県に進出[23]。
- 2017年
  - 5月29日 - 14号店として昭和町に甲府昭和店を開店[24]、山梨県に進出[25]。
  - 6月26日 - 15号店として埼玉県に三芳藤久保店を開店[24]（鶴瀬駅よりバス）。
  - 8月7日 - 16号店として富山市に富山飯野店を開店[24]、富山県に進出。北陸地方のFC店舗第2号[26]。
  - 11月1日 - 17号店として成田店を開店[24][27]。千葉県で2店舗目。
- 2018年
  - 3月23日 - 18号店として大井町店を開店[28][29]、メニューが他店舗と異なる[28]。初の東京23区内の店舗（テナント出店）。
  - 4月24日 - 19号店として戸田店を開店[28][30]。
  - 7月2日 - 20号店として、富山市で2店舗目となる富山黒瀬店を開店[28][31]。北陸地方のFC店舗第3号[32]。
  - 8月1日 - 多摩地域の店舗（国立店を除く）で全席禁煙を開始、以降、既存の他店舗にも順次拡大[28]。新規開店の店舗は全席禁煙となる。
- 2019年
  - 3月22日 - 21号店として前橋店を開店、群馬県に進出[33][34]。
  - 4月22日 - 22号店として高岡店を開店[33]、北陸地方のFC店舗第4号（同じ会社が運営）[32]。
  - 7月8日 - 23号店として新潟市中央区に新潟笹口店を開店[33]、新潟県に進出[35]。
  - 9月11日 - 令和元年房総半島台風（台風15号）による停電で成田店が休業、断水した地域住民に飲料水を配布[33]。
  - 10月12日 - 令和元年東日本台風（台風19号）で関東地方の店舗が休業[33]。
  - 10月24日 - 24号店としてつくば店を開店[33]。茨城県で2店舗目[36]。
  - 11月5日 - 25号店としてさいたま市に大宮店を開店[33][37]。
  - 11月26日 - 26号店として島忠ホームズ川越店内に川越店を開店[33][38]。

- 2020年

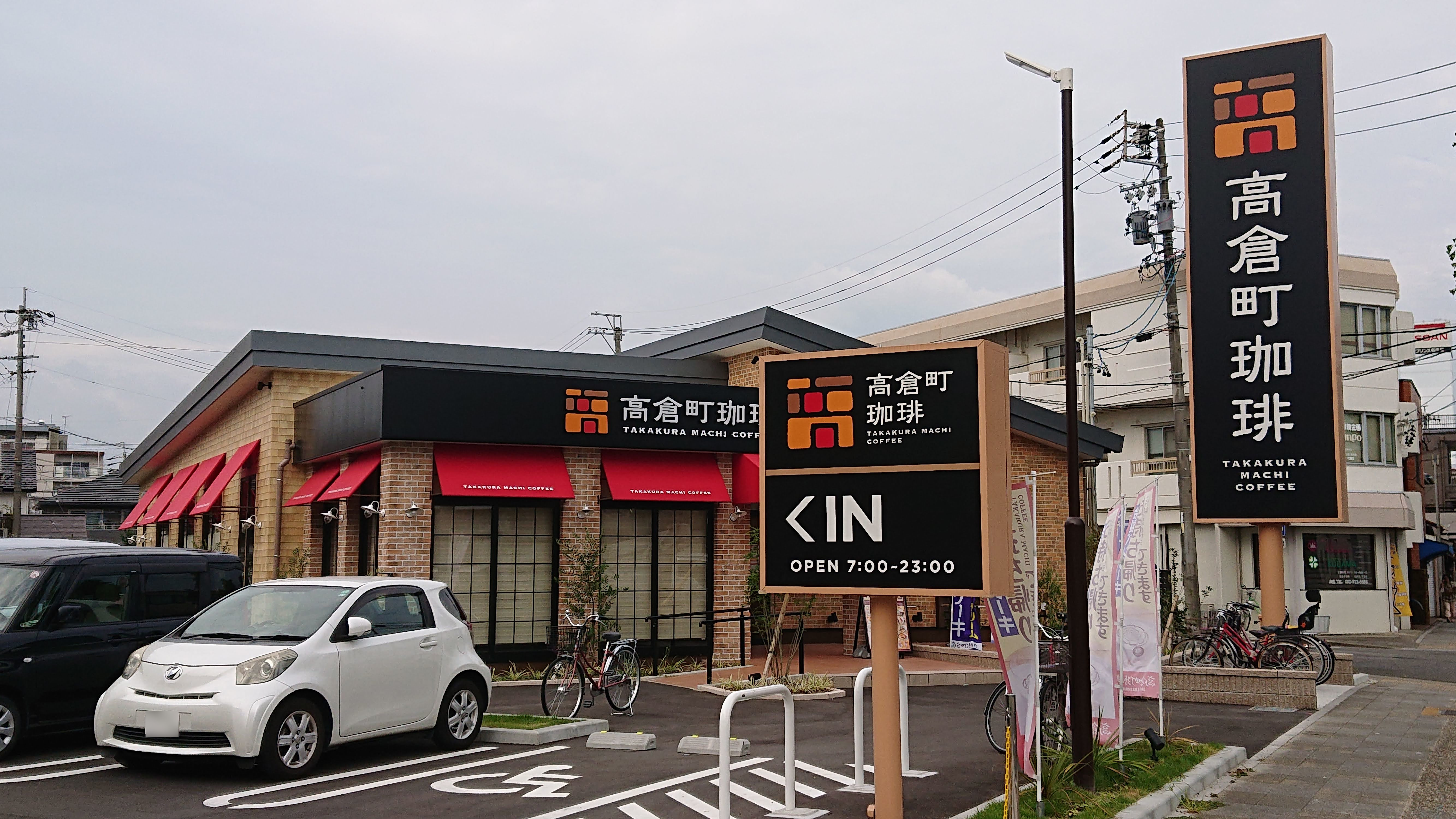
名古屋北店（2020年9月）

  - 3月8日 - 新型コロナウイルス感染拡大予防のため、一部店舗（八王子みなみ野店など）で営業時間を短縮[39]。
  - 4月1日 - 27号店として鶴ヶ島店を開店[39]。埼玉県で7店舗目。
  - 4月7日 - 28号店として名古屋市北区に名古屋北店を開店、愛知県に進出[39]。

## テレビ番組
- 日経スペシャル カンブリア宮殿（テレビ東京） - 会長 横川竟出演
  - 最高の居心地で"珈琲店戦争"に殴り込み 外食レジェンド80歳の再チャレンジ！（2018年5月17日）[40]。
  - 驚きのアイデアで客を掴む 外食！反転攻勢スペシャル（2021年12月16日）[41]。